# داروهای ضدافسردگی غیرمعمول

ساختار شیمیایی میرتازاپین، یک داروی ضد افسردگی غیرمعمول

داروی ضدافسردگی غیرمعمول(به انگلیسی: Atypical antidepressant) به هر داروی ضد افسردگی گفته می‌شود که به روشی عمل می‌کند که از بسیاری دیگر از داروهای ضد افسردگی متفاوت باشد. داروهای ضد افسردگی غیرمعمول شامل آگوملاتین ، بوپروپیون ، میانسرین ، میرتازاپین ، نفازودون ، اوپیپرامول ، تیانپتین و ترازودون هستند. vilazodone و vortioxetine نیز تا حدی غیر معمولند. داروهای ضد افسردگی معمولی شاملSSRIs ، SNRIs ، TCAs و MAOIs هستند که عمدتاً با افزایش سطح انتقال دهنده‌های عصبی مونوآمین سروتونین و/یا نوراپی‌نفرین عمل می‌کنند. در میان گروه TCAها، تری‌مپرامین یک عامل غیرمعمول است زیرا به نظر می‌رسد عملکرد آن با مابقی متفاوت است.